# Scoulton
 (juin 2023).
Scoulton est une paroisse civile et un village du Norfolk, en Angleterre.